# 烤

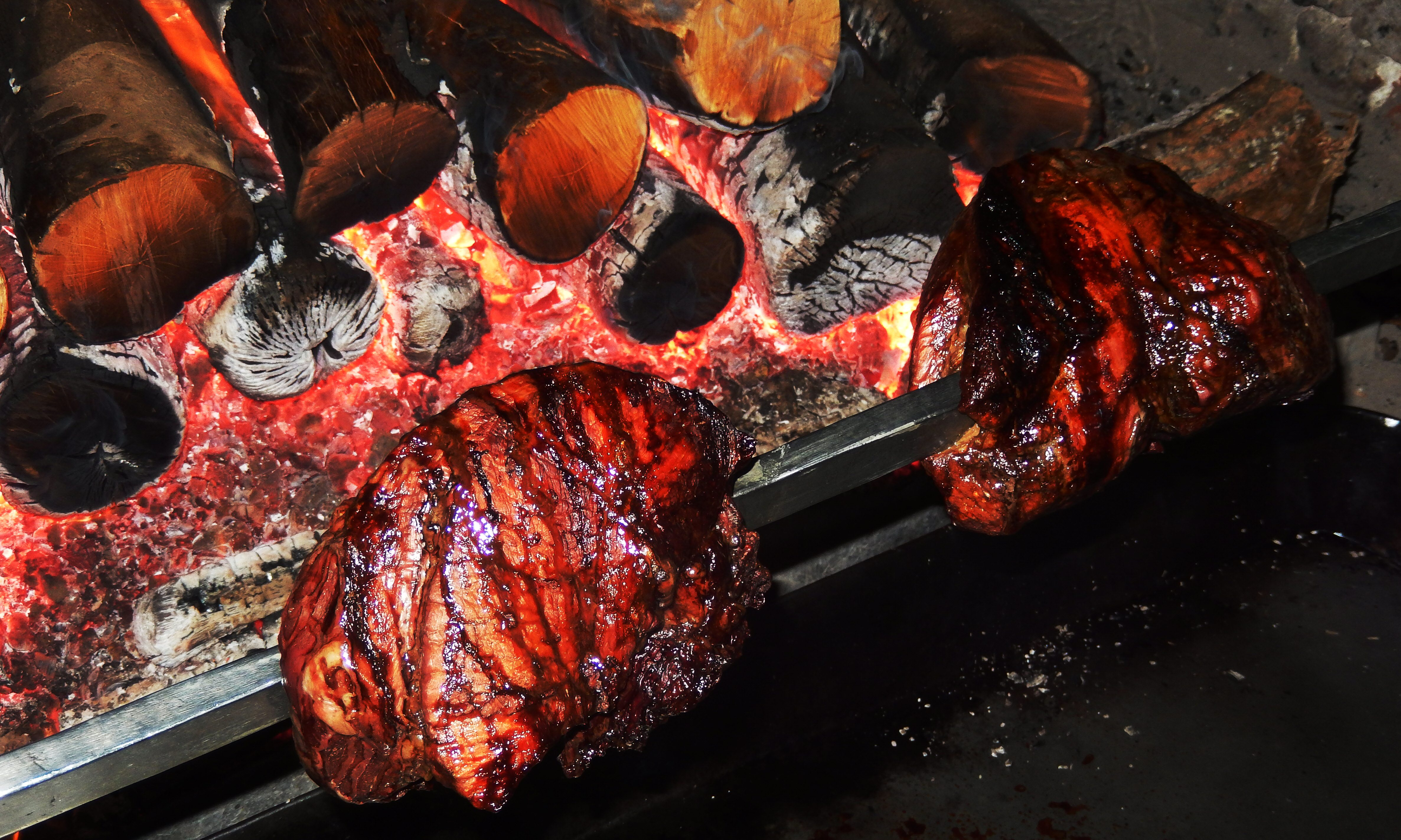
烤

烤是一種用火或者是熱源將食物加熱的烹調方式。通常是先將肉或蔬菜等食材放置於鐵絲網上，或者將食材用錫箔紙包好後，放進烤箱中進行加熱，或者是用燒紅的木炭進行加熱。這種烹飪方式大多用於肉類，譬如烤肉，烹調中溫度不低於300°F。透過這種方式，能將食物表面產生褐變以及梅納反應。相較於水煮的烹飪方式，使用烤的方式可較快加熱食物。

## 方式
食物可先放置於架子、鍋子上，當開始加熱時熱源會包圍食物，翻動使食物每一個表面都完整受熱。熱源的溫度可高可低，看食物的大小以及烹飪方式決定。

## 例子
- 烤餅
- 烤香腸